# Michiel van der Vaart
Michiel X.P.M. van der Vaart (1971) is een Nederlandse golfbaanarchitect.
Van der Vaart volgde zijn opleiding aan het European Institute of Golf Course Architects (EIGCA).

Sinds 2002 werkte hij bij Gerard Jol Design. In 2008 nam hij het bedrijf over en in 2010 nam hij de Deense architect Philip Christian Spogard als partner erbij. Samen hebben zij ook Spogard&VanderVaart opgericht voor hun werkzaamheden buiten Nederland.
In 2011 werd zijn werk bekroond met de Amerikaanse 'Development of the Year Award' voor het ontwerp van Stippelberg, een golfbaan in Gemert-Bakel. Andere genomineerden waren onder meer Gary Player, Ben Crenshaw en Nick Faldo.
Sinds 2017 is hij Senior Member van het eerdergenoemde European Institute of Golf Course Architects.

## Ontwerp
- De Haenen te Teteringen
- Golfbaan Emmeloord
- Golfbaan Zuid-Drenthe te Erica
- Golfbaan Duurswold te Steendam
- Golfbaan Veldzijde te Wilnis
- Golfbaan Spierdijk
- Golfbaan Bentwoud te Benthuizen
- Golfbaan Stippelberg te Gemert-Bakel
- Golfbaan Kroonprins te Vianen
- Golfclub Rosmalen

## Renovatie
Onder meer:
- Golfbaan Geijsteren
- Golfbaan Anderstein te Maarsbergen
- Golfbaan Veendam
- Golfbaan De Graafschap te Lochem
- Golfclub Veldzijde te Wilnis